# ليبرتي (جماعة ضغط)
ليبرتي (بالإنجليزية: Liberty)، تُعرف رسميًا باسم المجلس الوطني للحريات المدنية (NCCL)، هي جماعة ضغط، ومنظمة ذات عضوية مقرها في المملكة المتحدة، تتحدى القوانين الجائرة وتحمي الحريات المدنية وتعزز حقوق الإنسان. تنجز المنظمة نشاطها ذلك عبر المحاكم والبرلمان والمجتمعات المحلية. تهدف ليبرتي أيضًا إلى خلق «ثقافة الحقوق» داخل المجتمع البريطاني. أسس رونالد كيد وسيلفيا كراوثر سميث (المعروفة لاحقًا باسم سكافاردي) المجلس الوطني للحريات المدنية في عام 1934، بدافع من قناعاتهما الإنسانية.
قام المجلس الوطني للحريات المدنية، خلال خمسينيات القرن العشرين، بحملة من أجل إصلاح نظام الصحة العقلية، والذي بموجبه يمكن حبس الأشخاص، المشهود لهم بالصحة العقلية ولكنهم يُعتبرون «مختلين أخلاقيًا»، كالأمهات غير المتزوجات، في ملاجئ. شهدت الحملة، بحلول عام 1957، إطلاق سراح حوالي 2000 سجين، وإلغاء قانون القصور العقلي لعام 1913، وإنشاء هيئات قضائية جديدة مختصة باستعراض الصحة العقلية، والتي توجت بقانون الصحة العقلية لعام 1959.
كرست ليبرتي، منذ عام 2016، عملها على طعون المحكمة العليا بشأن القانون المنظم لسلطات التحقيق، وشنت حملات ضد ما يسمى بسياسات «البيئة المعادية» التي تسمح باحتجاز المهاجرين إلى أجل غير مسمى في المملكة المتحدة.
أنشأت المنظمة، في خريف عام 2019، وحدة ليبرتي انفستجيتس، وهي وحدة صحفية مستقلة في تحريريها. كان تركيزها الأولي على كيفية تأثير جائحة فيروس كورونا على حقوق الإنسان في المملكة المتحدة.

## نبذة تاريخية

### التأسيس والسنوات الأولى
كان الدافع المباشر لتشكيل المنظمة هو مسيرة الجوع الوطنية لعام 1932. كان أول أمين لها هو رونالد كيد، وأول رئيس هو الروائي إي. إم. فورستر، ونواب الرئيس هم السياسي والمؤلف ألان باتريك هربرت، والصحفي كينغسلي مارتن، الصحفي بمجلة نيوستيتسمان. كان هربرت جورج ويلز، ولويس كلايف، وفيرا بريتين، وكليمنت أتلي، وريبيكا ويست، وإديث سمرسكيل، وهارولد لاسكي أعضاء مؤسسين كذلك.
تأسس المجلس الوطني للحريات المدنية (NCCL) في عام 1934. عُقد الاجتماع الافتتاحي في كنيسة سانت مارتن إن ذا فيلدز بلندن في 22 فبراير. أعلنت صحيفة التايمز وصحيفة الغارديان، في رسالة نشرتها، عن تشكلات الجماعة، وذكرت أن السبب في تأسيسها هو «الميل العام والمثير للقلق إلى التعدي على حرية المواطن». كانت الحملة الأولى ضد تجريم الأدب المسالم أو المناهض للحرب. كان امتلاك المؤلفات السلمية، كالكتيبات المناهضة للحرب، ليعتبر جريمة جنائية، وذلك بموجب مشروع قانون التحريض على السخط، المعروف باسم «مشروع قانون التحريض على الفتنة». رغم أن مشروع مسودة القانون أصبح قانونًا بموجب قانون التحريض على السخط لعام 1934، فقد نجح المجلس الوطني للحريات المدنية في تخفيفه. شملت المواضيع البارزة الأخرى، التي حدثت في السنوات الأولى، شن حملات ضد الفاشيين، وضد الرقابة على الأفلام السينمائية، ودعم عمال المناجم المضربين في نوتنغهامشير.

### الحرب العالمية الثانية
طالب المجلس الوطني للحريات المدنية، حين أُطلق سراح أوزوالد موزلي من السجن في عام 1943 (كان قد سُجن دون محاكمة بموجب قانون الدفاع 18 ب)، باستمرار سجنه. لاحظ ألفريد وليام بريان سيمبسون أن المجلس «أصبح شديد التأييد للاحتجاز دون محاكمة». استقال هارولد نيكولسون و38 آخرين من المجلس بسبب هذه المسألة.